# Římov (okres České Budějovice)
Římov je obec ležící v okrese České Budějovice asi 14 km jižně od Českých Budějovic v nadmořské výšce 480 m. Žije zde přibližně 1 000 obyvatel a jeho katastrální území zaujímá rozlohu 1 528 ha. Skládá se z částí Branišovice, Dolní Stropnice, Dolní Vesce, Horní Vesce, Kladiny a Římov.
V obci se nachází poutní kostel svatého Ducha, Loreta (Svatá chýše). V obci je muzeum poutnictví.  V památkově chráněné usedlosti čp. 23 z roku 1610  je železniční muzeum Roubenka.
V okolí obce je unikátní pašijová cesta a vodní nádrž Římov. V centrální části katastrálního území Římova byla v roce 1996 Ministerstvem kultury České republiky vyhlášena Krajinná památková zóna Římovsko.

## Název
Římov je doložen v listině z roku 1395 jako Hřimov, tj. Hřimův dvůr. Hřim je domácká podoba osobního jména Pelhřim.

## Historie
V okolí dnešního Římova bylo slovanské osídlení nejpozději v 8. století. Vlastní vesnice byla založena pravděpodobně ve 13. století, první písemná zmínka o Horním Římově však pochází až z roku 1383. V roce 1395 je v Dolním Římově připomínána původní tvrz. V době svého založení ves patřila drobnému šlechtickému rodu, počátkem 15. století ji získali Roubíkové z Hlavatec, kteří zde vystavěli pevnou tvrz. Od roku 1541 patřila rodu Ojířů z Protivce, v této době v Římově vznikl pivovar. Ctibor Ojíř z Protivce se zúčastnil stavovského povstání, za což mu byla v roce 1622 zkonfiskována část majetku včetně Římovského statku. V roce 1626 Římov získal majitel českokrumlovského panství Jan Oldřich Eggenberg, který jej však ještě téhož roku daroval českokrumlovské jezuitské koleji. Ta měla jeho výtěžek použít pro zajištění provozu chlapeckého semináře.
V polovině 17. století došlo na návrh českokrumlovského jezuitského lékárníka Jana Gurreho k založení poutního místa s loretánskou kaplí a křížovou cestou. Kaple byla postavena v letech 1648–1653 jako kopie slavného Loreta v Itálii  a kolem ní byly v letech 1652–1658 vystavěny čtvercové ambity. V letech 1672–1697 (?) byl na východní straně přistavěn kostel Sv. Ducha. Křížová cesta vznikala v okolní krajině postupně od roku 1658 až do první čtvrtiny 18. století.
Díky nadaci Jana Kryštova Malovce z Malovic zde od roku 1694 trvale sídlili dva jezuitští misionáři, starající se o duchovní zaopatření poutníků. V druhé polovině 17. století se pak ustálily pravidelné termíny poutí na svátky Nalezení sv. Kříže, Povýšeni svatého Kříže a Navštívení Panny Marie a na svatodušní svátky. Místo navštívilo ročně 40 000 – 80 000 poutníků. Po církevních reformách Josefa II. množství poutníků dočasně zesláblo, ale již koncem 18. století nabylo původní intenzity.
Někdy před rokem 1661 jezuité ve vsi založili školu a v letech 1671–1691 vystavěli na místě někdejší tvrze barokní zámeček. V roce 1771 byl jezuitský řád zrušen a římovský statek se dostal do správy náboženského fondu, od něhož jej v roce 1801 koupil kníže Josef ze Schwarzenbergu. Později se zde vystřídalo ještě několik soukromých vlastníků, ale od poloviny 19. století je již Římov samostatnou obcí.

## Členění obce
Obec Římov se skládá ze šesti částí na třech katastrálních územích:
- Branišovice (k. ú. Branišovice u Římova)
- Dolní Stropnice (i název k. ú.)
- Dolní Vesce (leží v k. ú. Římov)
- Horní Vesce (leží v k. ú. Římov)
- Kladiny (leží v k. ú. Branišovice u Římova)
- Římov (i název k. ú.)

K obci patří též osada Hamr.
Od 14. června 1964 do 23. listopadu 1990 k Římovu patřil i Mokrý Lom.

## Pamětihodnosti
- Pašijová cesta – národní kulturní památka, křížová cesta rozšířená na 25 zastavení. Unikátní pašijová cesta je v rámci České republiky co do rozsahu naprosto výjimečnou ukázkou projevu barokní katolické zbožnosti. V krajině kolem obce umístěná zastavení začínají kaplí Loučení a končí kaplí Božího hrobu. Obsahovala obrazy a sochy, z nichž bylo mnoho po roce 1989 odcizeno. Roku 2013 bylo založeno občanské sdružení Matice římovská, které navazuje na Matici založenou roku 1946
- Poutní areál s kostelem svatého Ducha a Loretánskou kaplí – barokní loreta z 2. poloviny 17. století uprostřed ambitu při kostele
- Zámeček – původní rezidence jezuitů
- Památná lípa Jana Gurreho – před kostelem, v roce 2008 byla vyhlášena jako Strom roku ve stejnojmenné anketě[9]
- Další drobné památky v Římově jsou uvedeny v seznamu drobných památek

## Zajímavosti
Madoně Římovské byla zasvěcena 33. kaple Svaté cesty z Prahy do Staré Boleslavi, která byla založena jezuity v roce 1674. Poutnímu místu náleží rovněž nejvyšší papežské ocenění Zlatá růže.

## Doprava
- 320130 Č. Budějovice- Římov- Besednice- Soběnov (ČSAD JIHOTRANS a.s.)
- 320200 Ločenice- Římov- Velešín (ČSAD JIHOTRANS a.s.)
- 330130 Kaplice- Římov- Č. Budějovice (ČSAD AUTOBUSY České Budějovice a.s.)

## Galerie

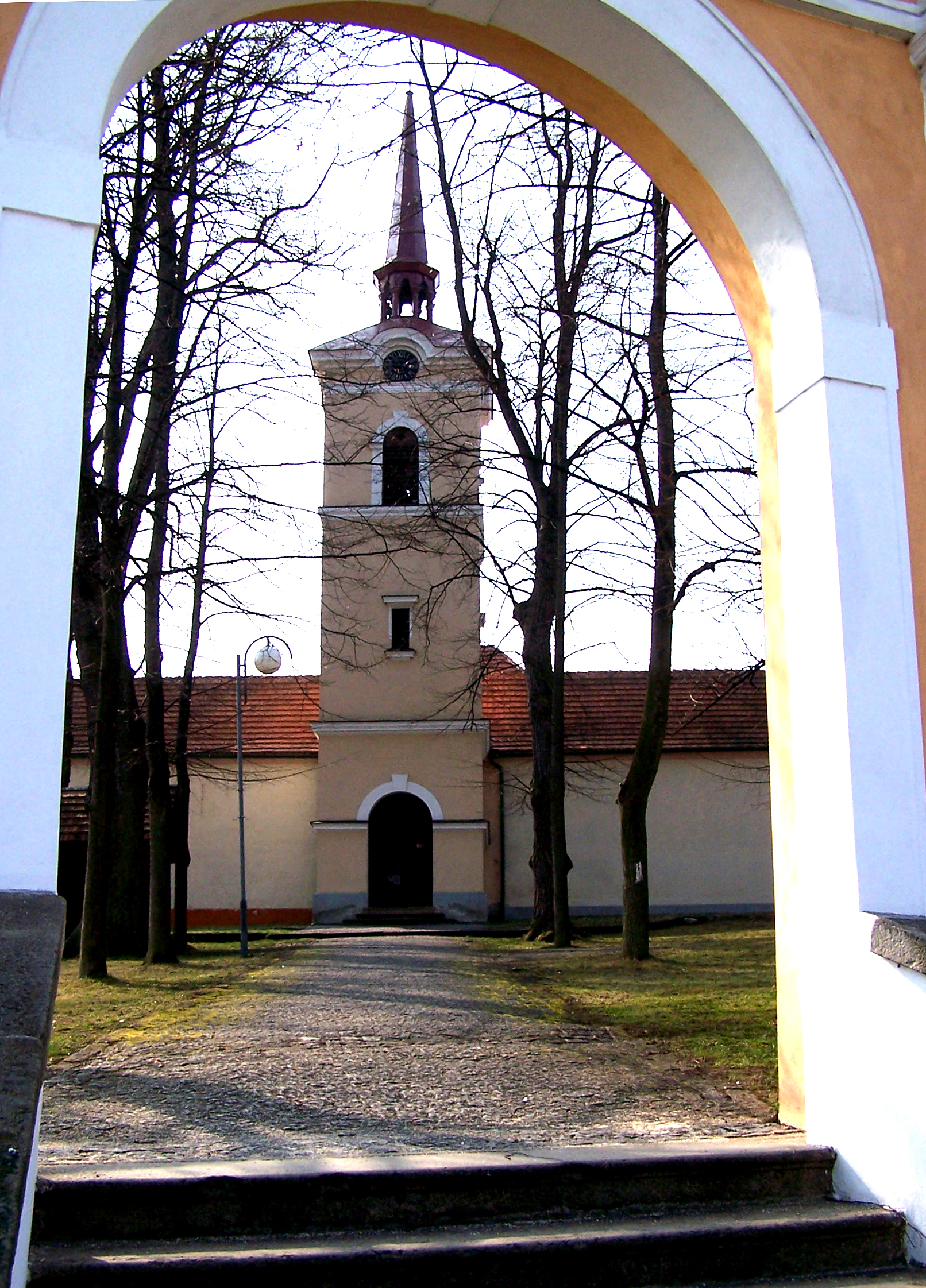
Vstupní brána do areálu kostela Svatého Ducha v Římově
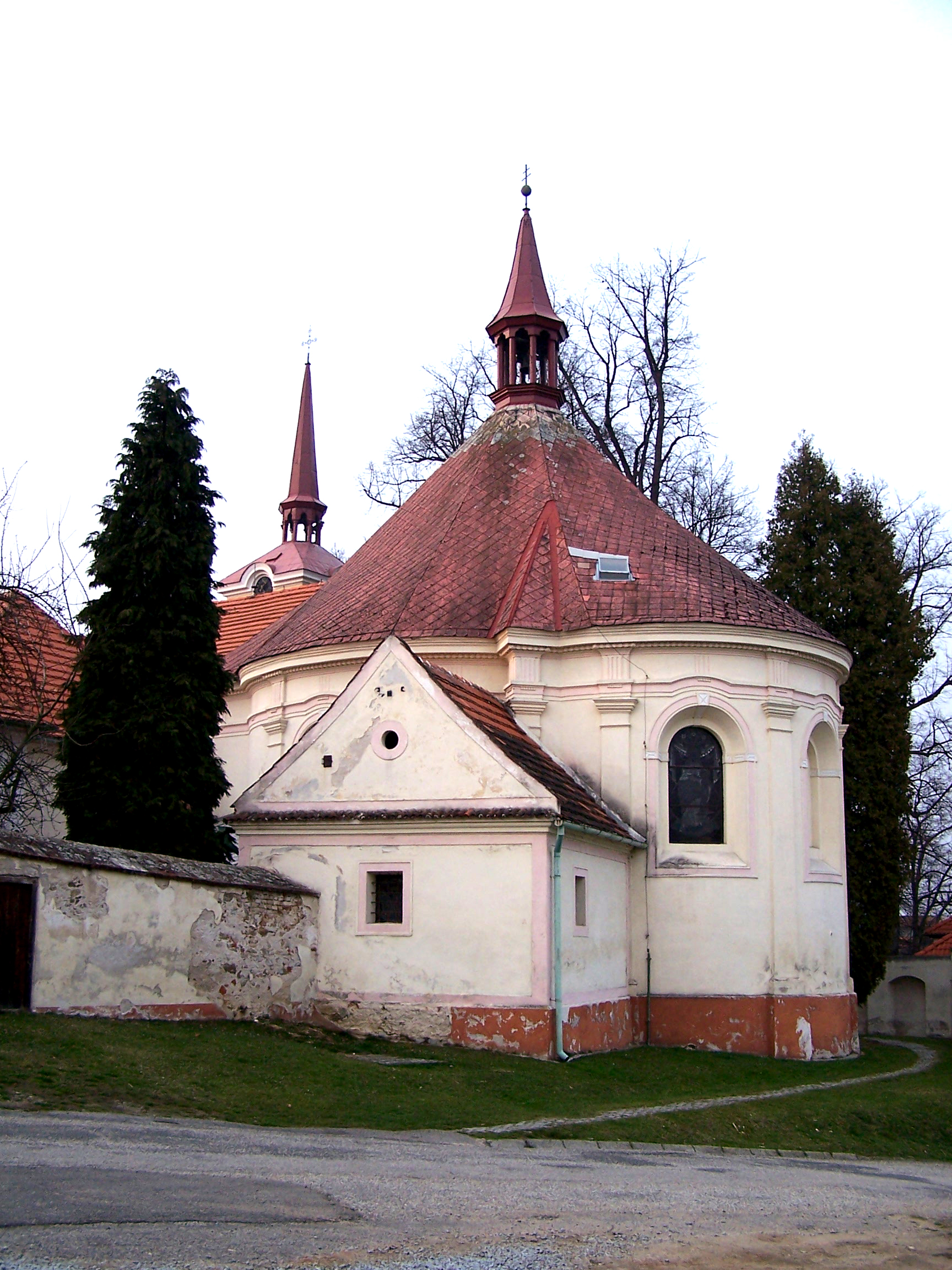
Loretánská kaple u kostela Svatého Ducha
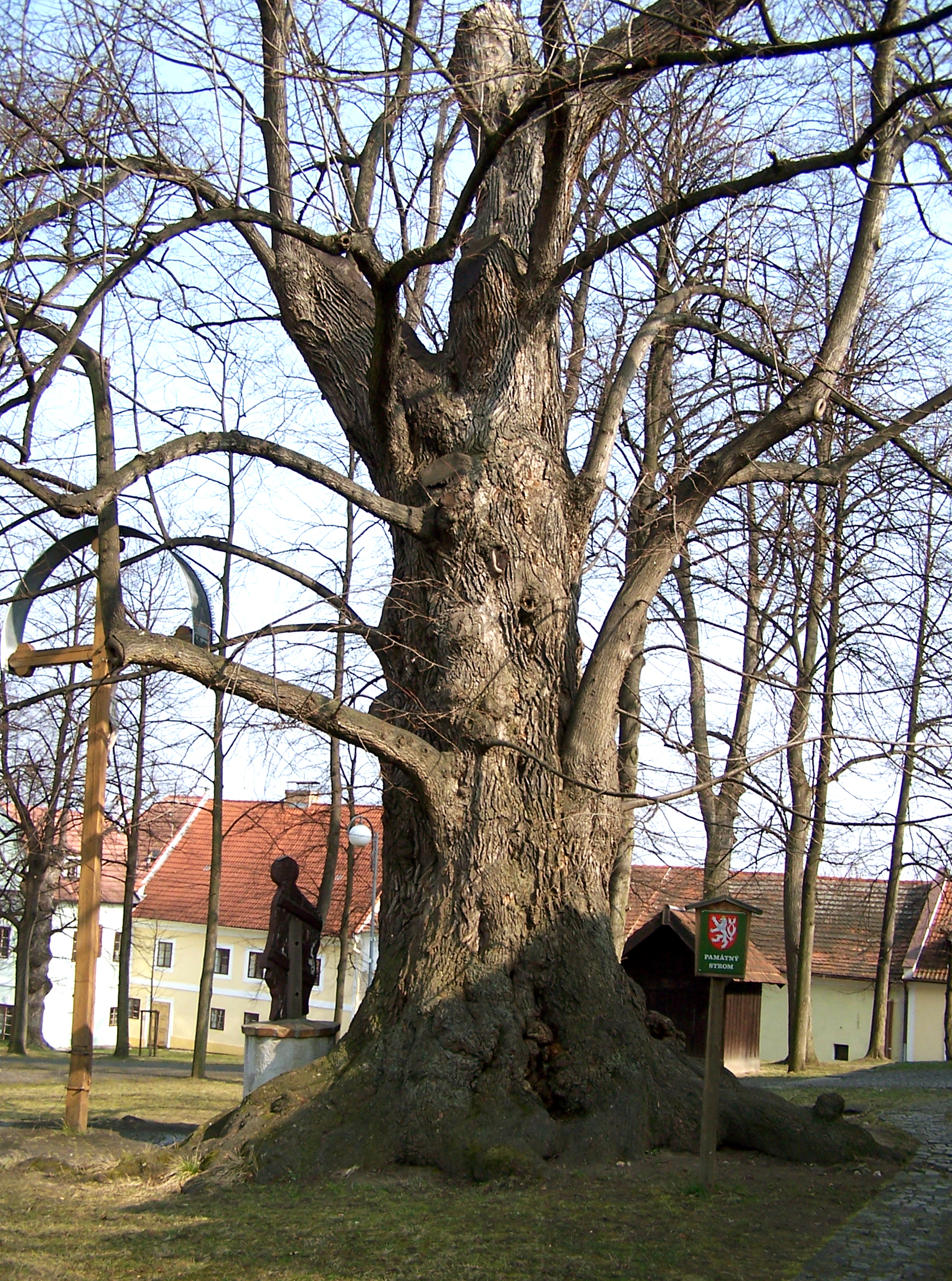
Památná lípa před kostelem Svatého Ducha je přes 650 roků stará
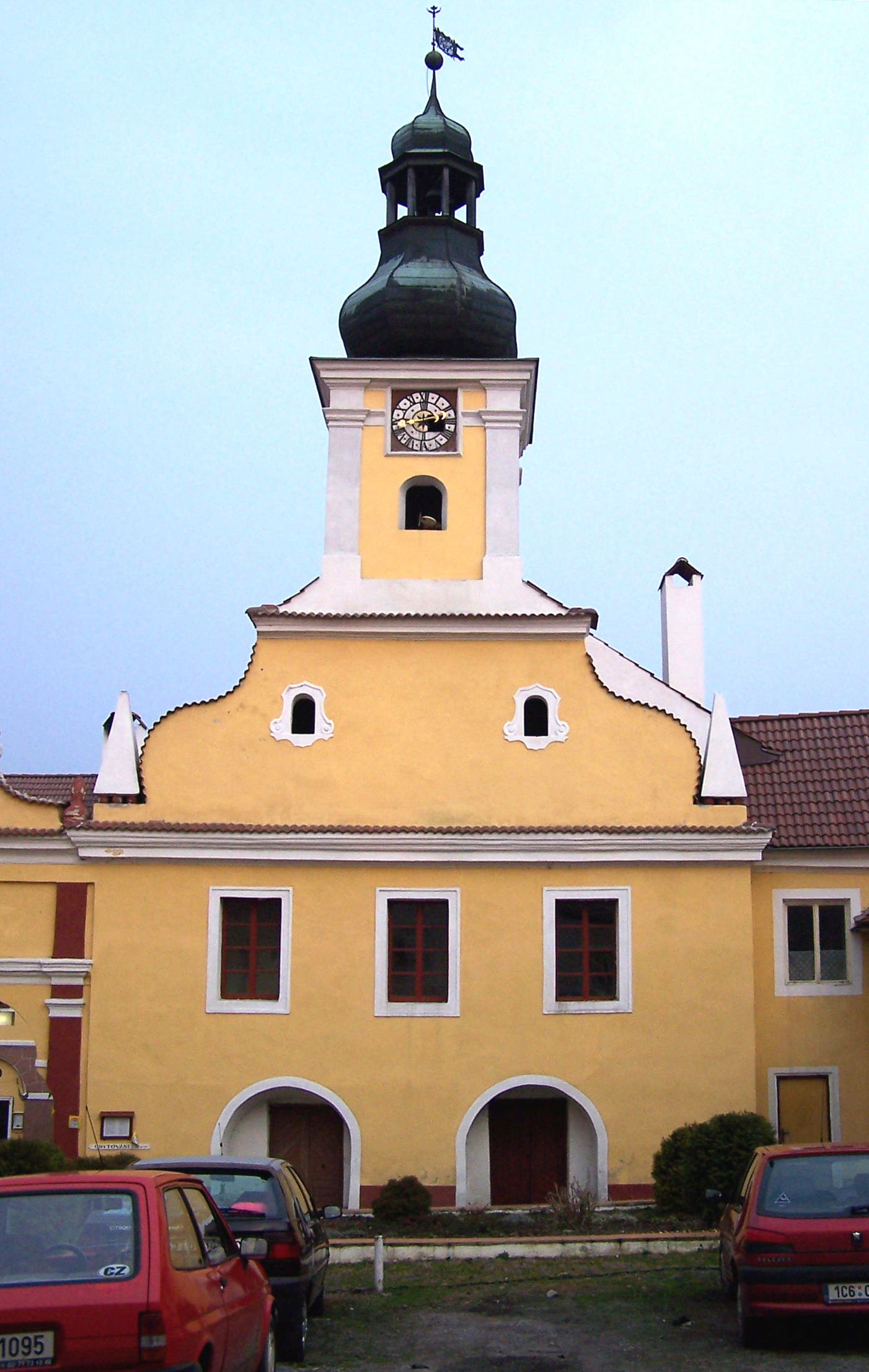
Zámeček v Dolním Římově, rezidence jezuitů
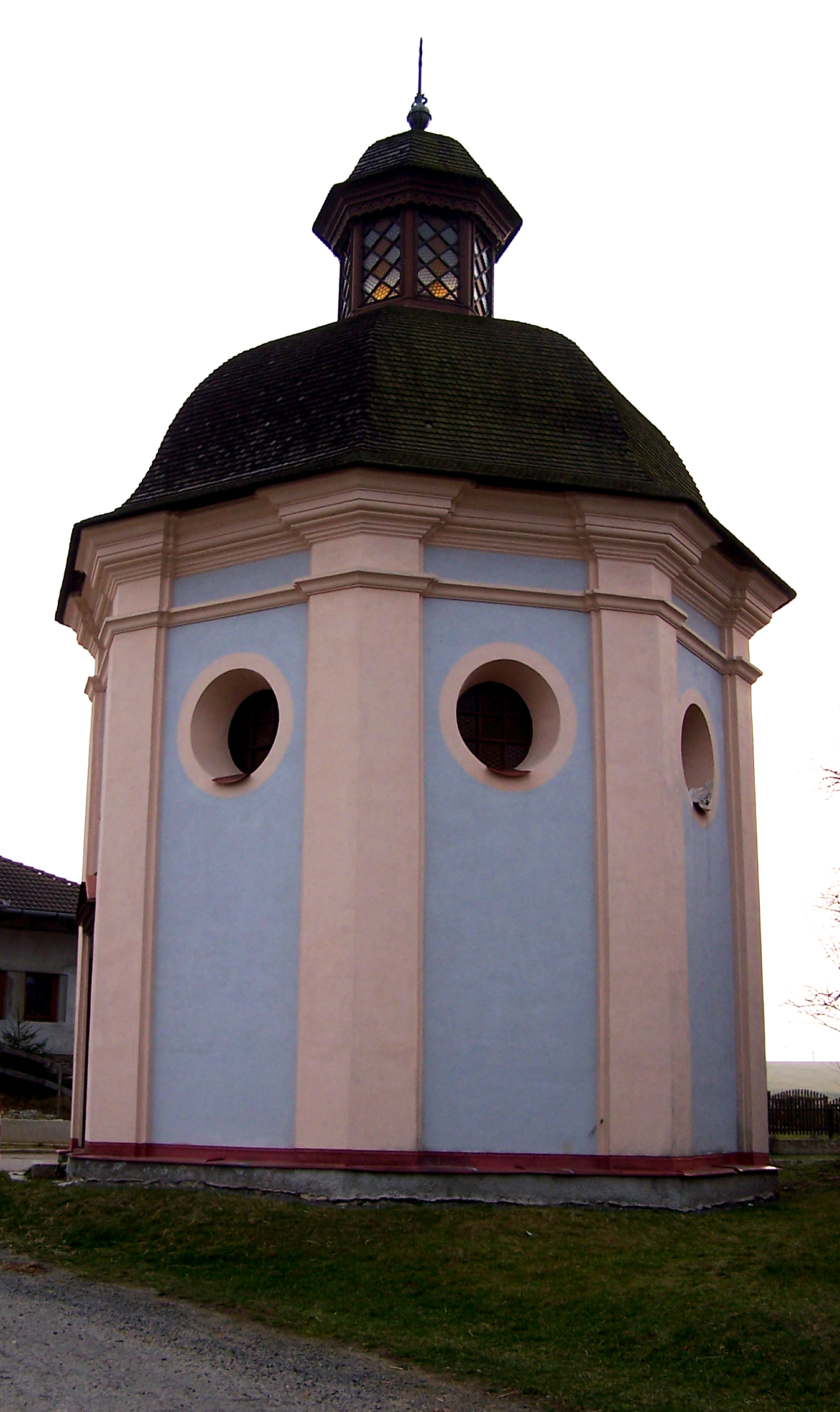
Křížová cesta v Římově s názvem zastavení Loučení Panny Marie s Ježíšem
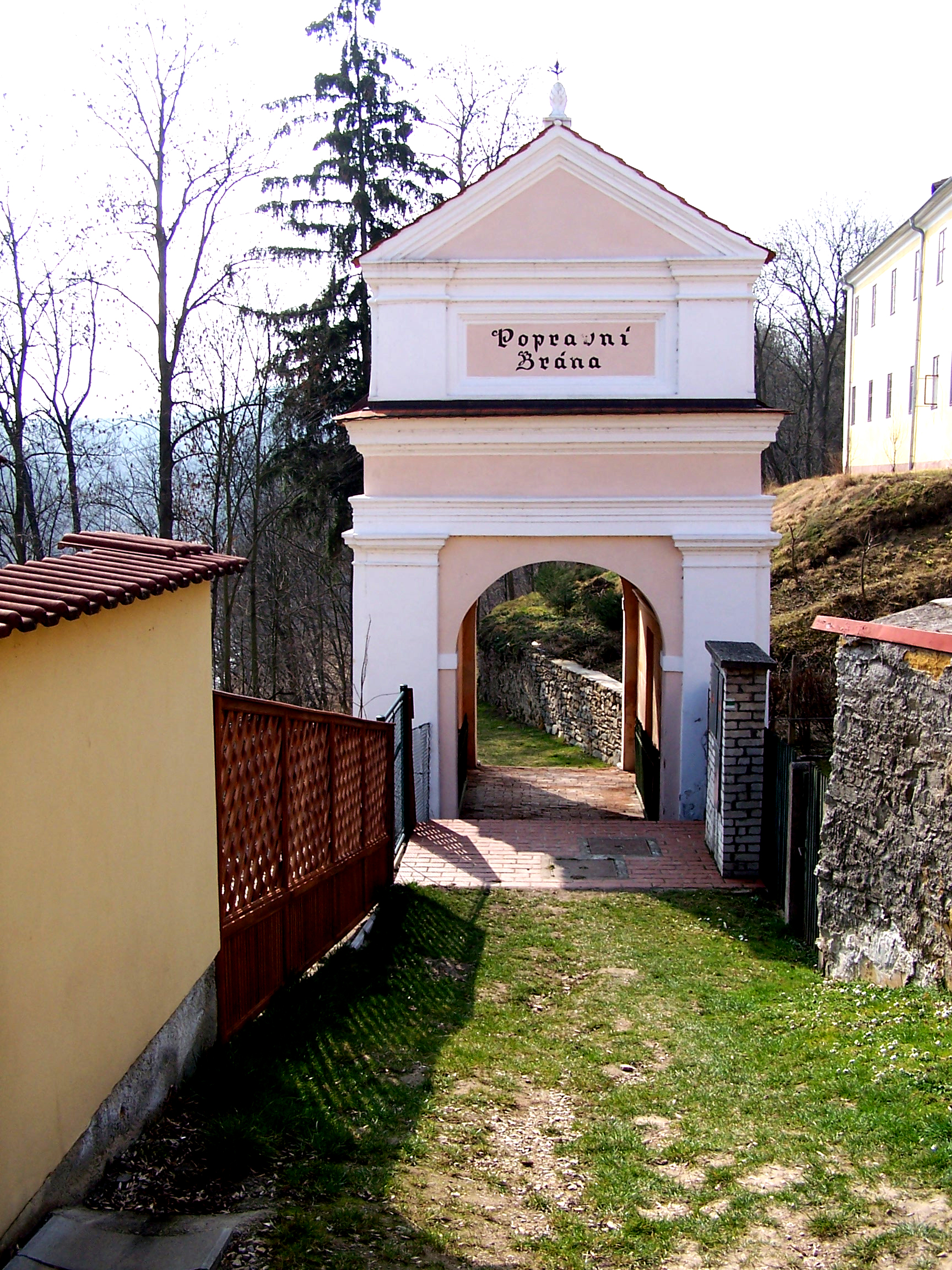
Křížová cesta v Římově s názvem zastavení Popravní brána
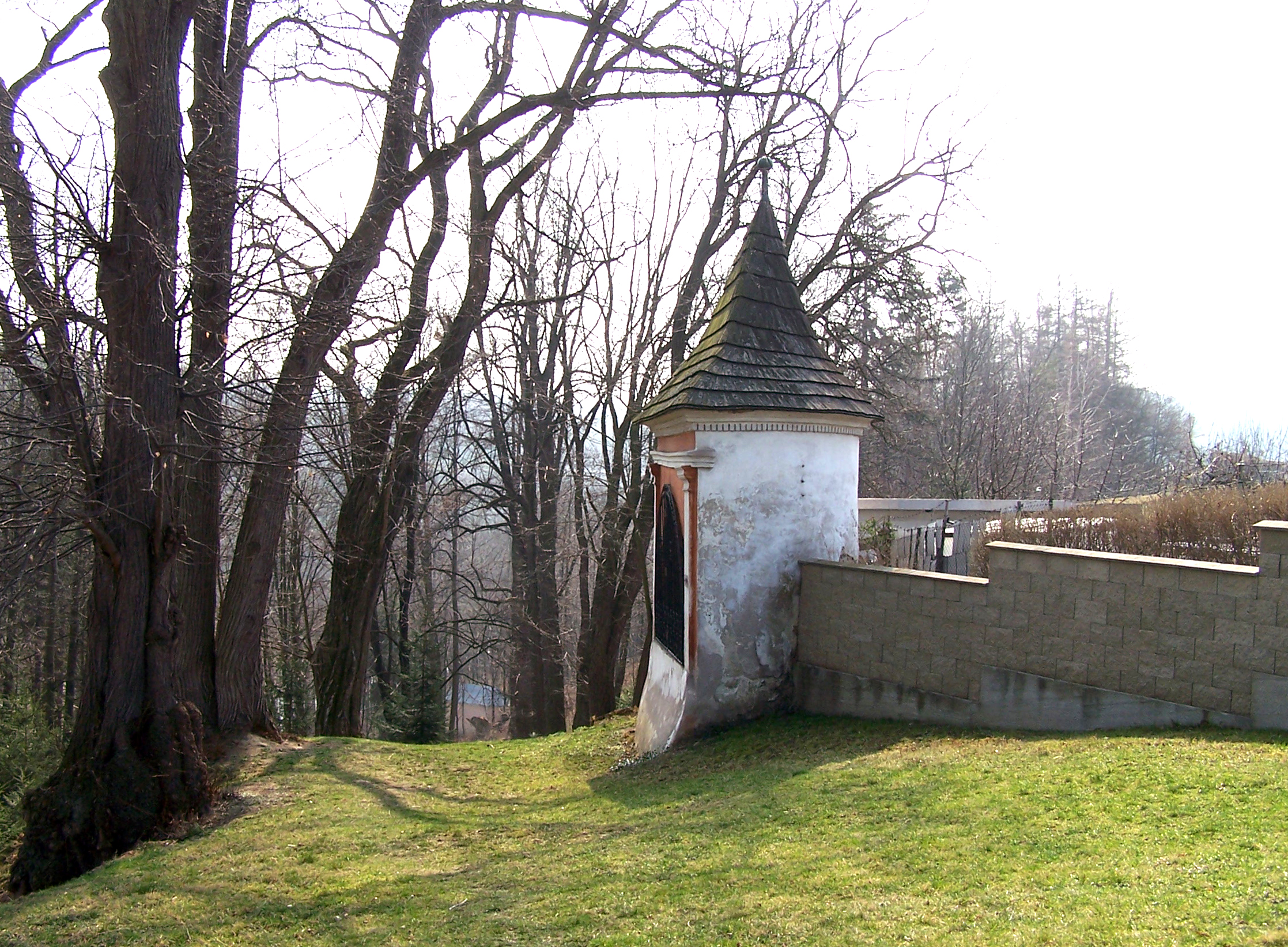
Křížová cesta k Božímu hrobu v Římově
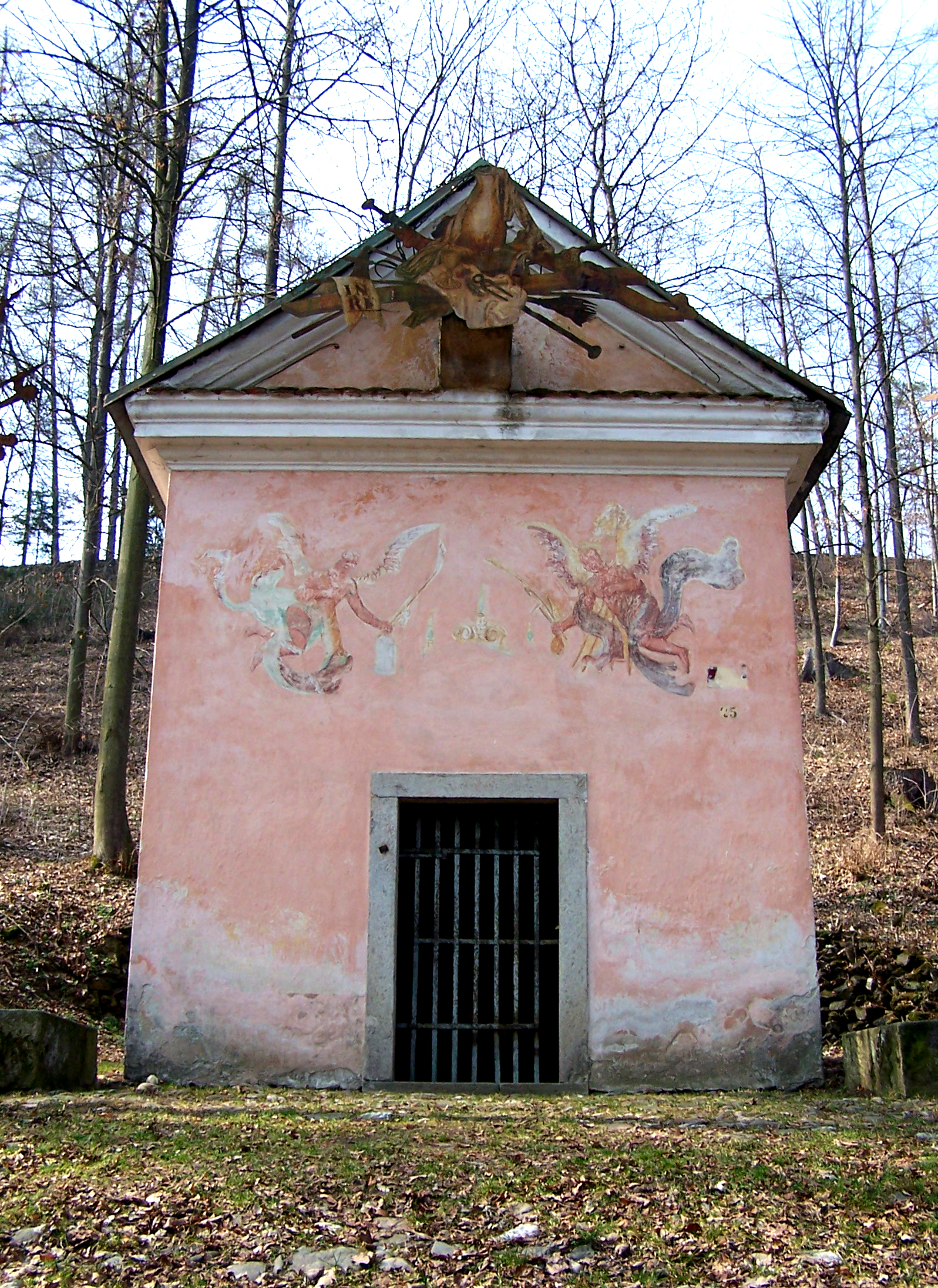
Křížová cesta Boží hrob
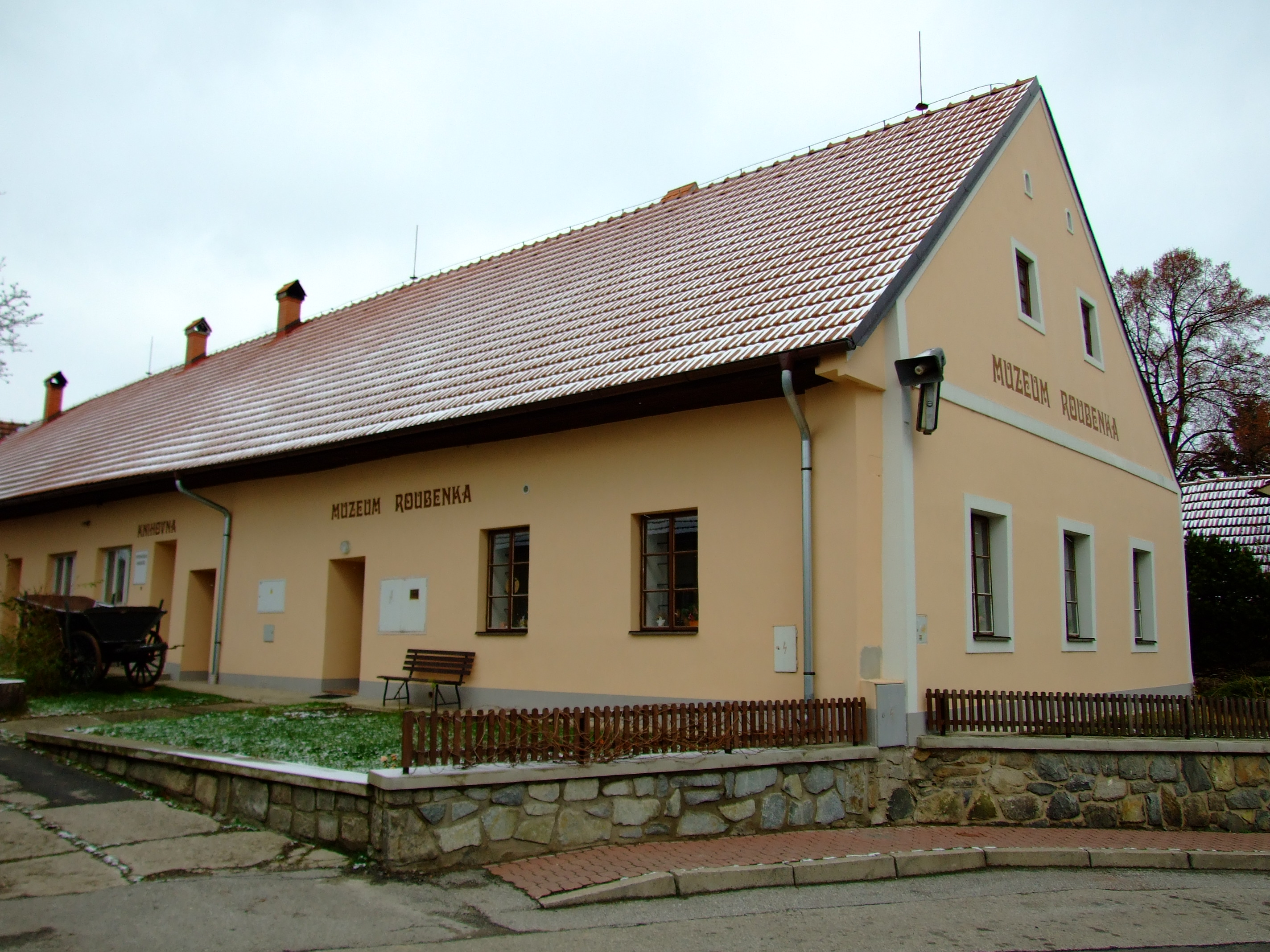
Muzeum Roubenka
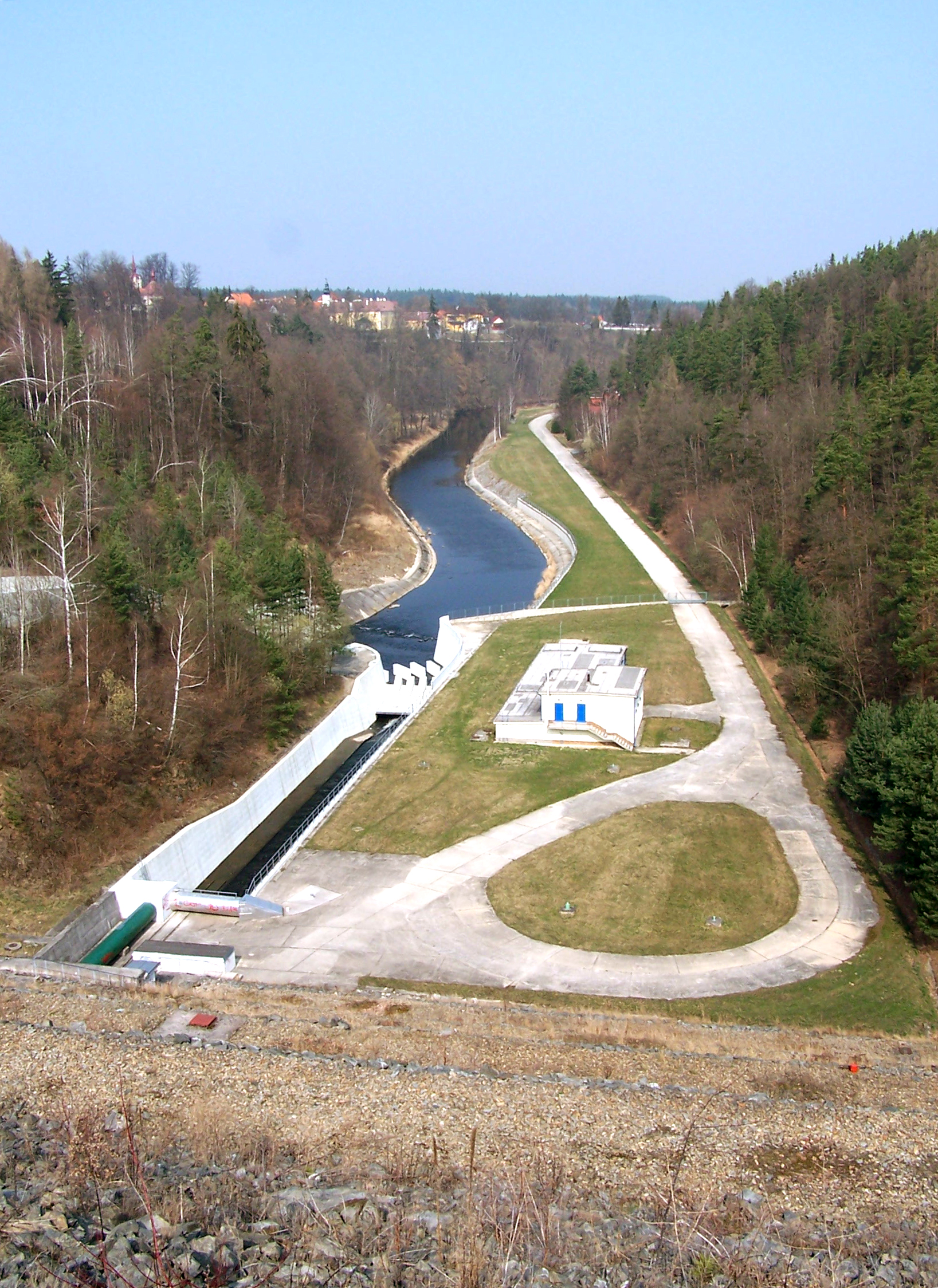
Vodní nádrž v Římově
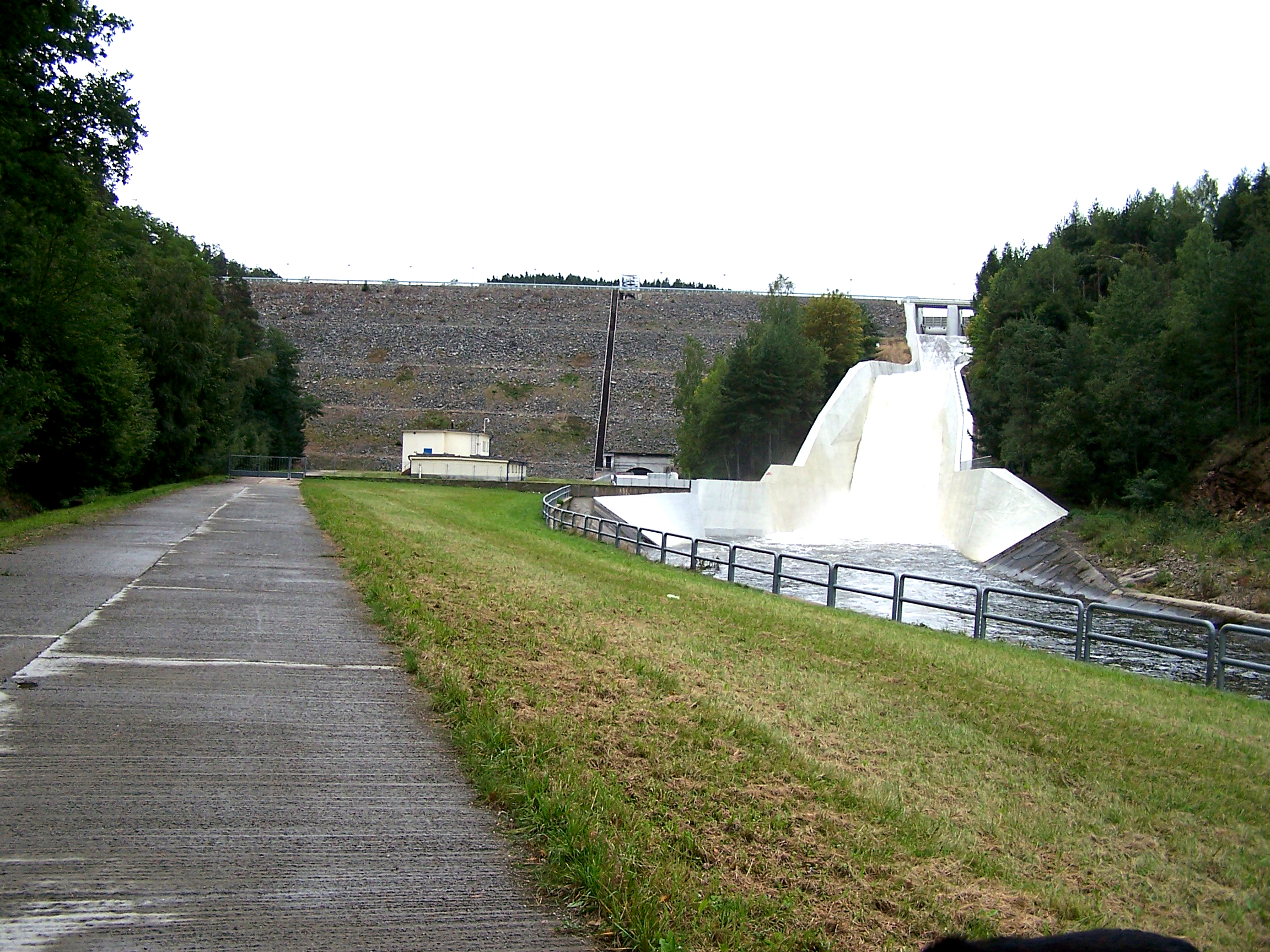
Vodní nádrž v Římově vypouštějící vodu
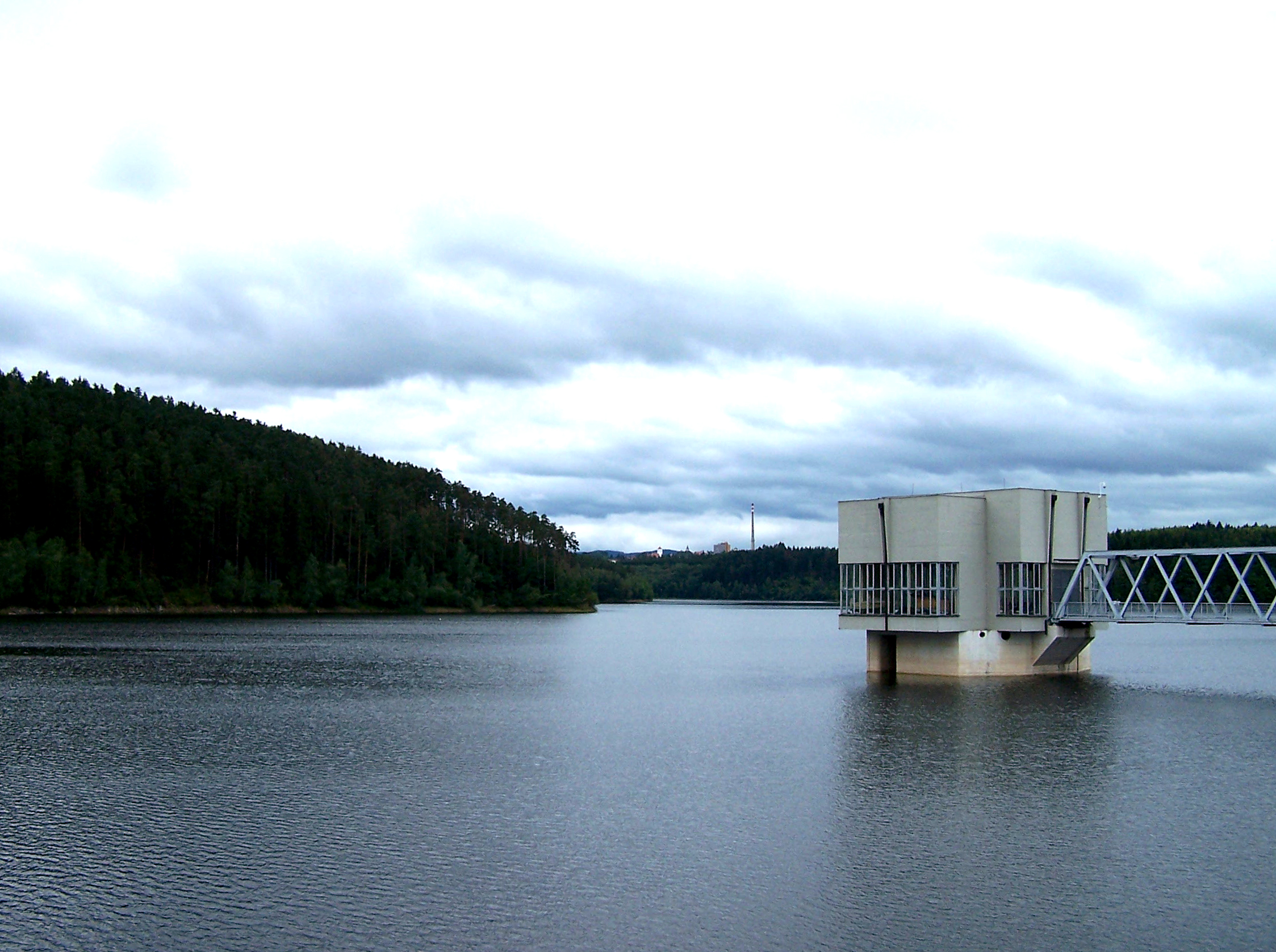
Vodní nádrž v Římově s věží na čerpání pitné vody
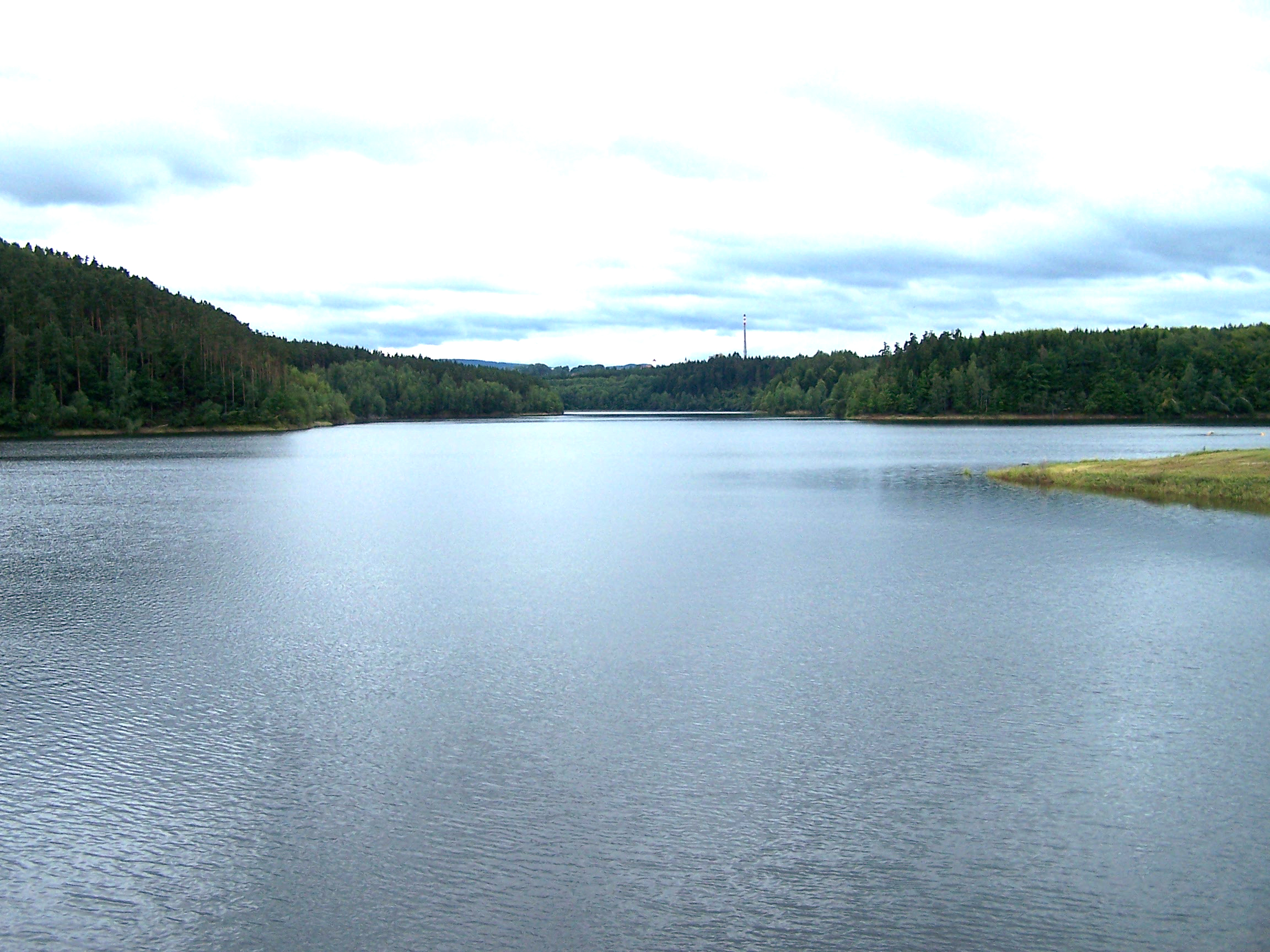
Vodní nádrž v Římově, v pozadí město Velešín